# Radio Guerrilla
Radio Guerrilla este un post de radio din România, deținut în trecut de grupul media Realitatea-Cațavencu.
Radio Guerrilla a început să emită în București la data de 29 noiembrie 2004,
fiind lansat de grupul de presă Academia Cațavencu. Răzvan Exarhu, director de programe și realizator, a fost cel care a ales numele radioului și a creat brand-ul Guerrilla. 
Primul buletin de știri al Radio Guerrilla, difuzat la ora 11:00, a fost prezentat de Adrian Năstase, iar cel de la ora 12:00 a fost prezentat de Traian Băsescu, cei doi fiind la acel moment în cursa electorală pentru președinția României, turul al doilea.
În 2013, au fost retrase licențele de emisie în FM deoarece ele nu mai erau operate de persoana juridică căreia îi fuseseră emise, continuând emisia online. Din 2016, postul a redobândit 7 licențe și a reluat și emisia pe FM în câteva orașe.

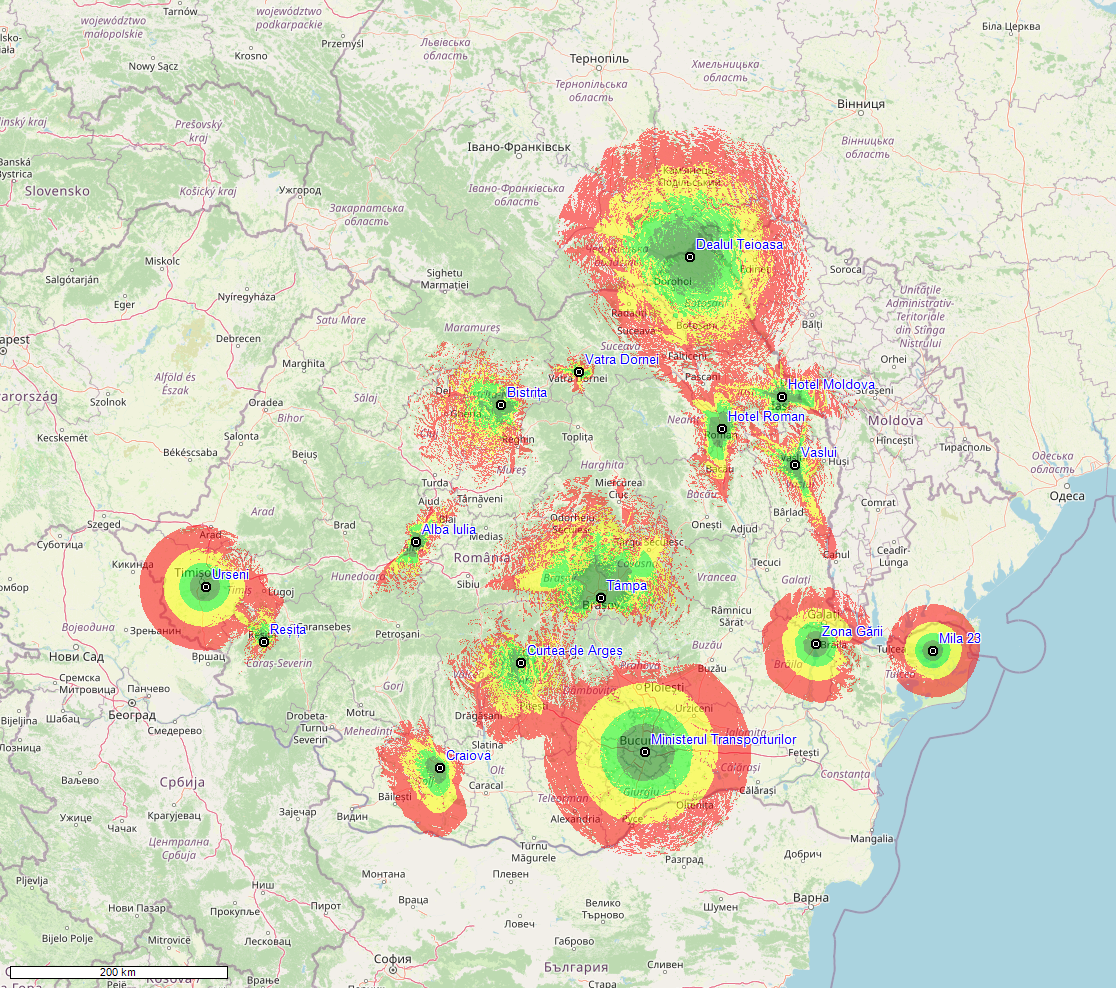
Acoperire aproximativă a semnalului Radio Guerrilla pe FM.
Recepționat de orice receiver în zonă
Recepționat bine de un receiver slab al mașinii
Recepționat bine de un receiver puternic al mașinii / de un receiver slab al mașinii (dar cu probleme)
Recepționat de un receiver puternic al mașinii (dar cu probleme)

     Recepționat de orice receiver în zonă
     Recepționat bine de un receiver slab al mașinii
     Recepționat bine de un receiver puternic al mașinii / de un receiver slab al mașinii (dar cu probleme)
     Recepționat de un receiver puternic al mașinii (dar cu probleme)

## Frecvențe actuale
| Oraș            | Frecvență |
| --------------- | --------- |
| București       | 94.8 FM   |
| Alba Iulia      | 91.2 FM   |
| Bistrița        | 95.1 FM   |
| Brașov          | 105.5 FM  |
| Brăila          | 105.5 FM  |
| Craiova         | 92.7 FM   |
| Curtea de Argeș | 90.9 FM   |
| Darabani        | 97.6 FM   |
| Iași            | 94.3 FM   |
| Reșița          | 89.9 FM   |
| Roman           | 91.0 FM   |
| Timișoara       | 100.0 FM  |
| Vaslui          | 95.2 FM   |
| Vatra Dornei    | 93.9 FM   |
| Mila 23         | 87.8 FM   |

## Frecvențe închise
- Baia Mare 104.2 FM - City Rádió
- Cernavodă 95.6 FM - Radio Terra
- Cluj 93.8 FM - Radio Someș
- Constanța 97.8 FM - Itsy Bitsy
- Comănești 89.0 FM - Radio România Antena Satelor
- Focșani 95.3 FM - Radio Impuls
- Iași 105.0 FM - Viva FM
- Oltenița 99.4 FM - Fresh FM
- Petroșani 90.1 FM - Mondo FM
- Piatra Neamț 102.3 FM - Radio Impuls
- Râmnicu Vâlcea 99.8 FM - Radio România Oltenia-Craiova
- Sibiu 89.0 FM - RFI
- Sighișoara 105.4 FM - Rock FM
- Sulina 103.2 FM - Radio România Antena Satelor
- Târgu Mureș 96.0 FM - Marosvásárhelyi Rádió
- Târgoviște 92.8 FM - Fresh FM
- Tulcea 93.0 FM - Radio România Constanța
- Vatra Dornei 90.3 FM - Radio Orion
- Zalău 106.9 FM - Radio România Antena Satelor